# 후패
후패(侯覇, ? ~ 37년)는 중국 전한 말기 ~ 후한 초기의 관료로, 자는 군방(君房)이며, 하남군 밀현(密縣) 사람이다. 족부 후연(侯淵)은 환관이었는데, 말솜씨가 좋아 전한 원제 때 석현과 함께 중서(中書)를 호령하여 대상시(大常侍)라 불렸다.

## 생애
전한 성제 때 태자사인(太子舍人)을 지냈다. 후패는 용모가 준수하고 재산이 천 금이나 있었으나, 학문을 좋아하여 구강태수 방봉의 밑에서 《곡량춘추》를 익혀 방봉의 도강(都講; 학당의 강사)을 지냈다. 신나라 때는 남양군 수현(隨縣)의 지방관으로 있다가, 회평대윤이 되어 군을 잘 다스렸다. 왕망이 패하여 신나라가 멸망하였을 때도 후패는 스스로 회평을 굳게 지켜냈다.
건무 4년(28년), 상서령(尙書令)에 임명되었다. 당시 후한에서는 고전(故典)이 없고 조정에도 옛 신하가 적었는데, 후패가 고사(故事)를 습득하고 남겨진 옛 글을 기록하는 등 국가의 체제를 갖추는 데 기여하였다. 이듬해에 복담을 대신하여 대사도가 되었고, 관내후에 봉해졌다.
건무 13년(37년)에 죽으니 광무제는 매우 안타까워하며 친히 조문하였고, 아들 후욱(侯昱)이 후사를 이었다.
551년, 후경이 후한을 건국하자 시조(始祖)로 추존되어 칠묘에 위패가 안치되었다. 552년 후한(侯漢)이 멸망하자 그를 시조로 모신 사당도 철거되었다.

## 출전
- 범엽, 《후한서》 권26 복후송채풍조모위열전 중 후패전

| 전임 복담 | 제3대 후한의 대사도 29년 음력 11월 임인일 ~ 37년 음력 1월 경신일 | 후임 한흠 |